# Флойдейда (Техас)
Флойдейда (англ. Floydada) — місто (англ. city) в США, в окрузі Флойд штату Техас. Населення — 2675 осіб (2020).

## Географія
Флойдейда розташована за координатами 33°59′1″ пн. ш. 101°20′12″ зх. д. / 33.98361° пн. ш. 101.33667° зх. д. (33.983524, -101.336787).  За даними Бюро перепису населення США в 2010 році місто мало площу 5,27 км², уся площа — суходіл.

### Клімат
| Клімат : Флойдейда    | Клімат : Флойдейда | Клімат : Флойдейда | Клімат : Флойдейда | Клімат : Флойдейда | Клімат : Флойдейда | Клімат : Флойдейда | Клімат : Флойдейда | Клімат : Флойдейда | Клімат : Флойдейда | Клімат : Флойдейда | Клімат : Флойдейда | Клімат : Флойдейда | Клімат : Флойдейда |
| Показник              | Січ.               | Лют.               | Бер.               | Квіт.              | Трав.              | Черв.              | Лип.               | Серп.              | Вер.               | Жовт.              | Лист.              | Груд.              | Рік                |
| Середній максимум, °C | 10,8               | 13,2               | 17,7               | 22,7               | 27,4               | 31,6               | 33,4               | 32,7               | 28,5               | 23,0               | 16,5               | 10,8               | 22,3               |
| Середній мінімум, °C  | −3,9               | −2,1               | 1,6                | 6,3                | 12,1               | 17,2               | 19,4               | 18,8               | 14,4               | 8,2                | 1,5                | −3,4               | 7,5                |
| Норма опадів, мм      | 16                 | 18                 | 33                 | 42                 | 73                 | 97                 | 54                 | 57                 | 72                 | 44                 | 21                 | 18                 | 544                |
| --------------------- | ------------------ | ------------------ | ------------------ | ------------------ | ------------------ | ------------------ | ------------------ | ------------------ | ------------------ | ------------------ | ------------------ | ------------------ | ------------------ |
| Джерело: NOAA         |                    |                    |                    |                    |                    |                    |                    |                    |                    |                    |                    |                    |                    |

## Демографія
Згідно з переписом 2010 року, у місті мешкало 3038 осіб у 1134 домогосподарствах у складі 807 родин. Густота населення становила 576 осіб/км².  Було 1400 помешкань (266/км²).
Расовий склад населення:
| - 75,5 % — білих - 4,3 % — чорних або афроамериканців - 0,8 % — корінних американців - 17,9 % — осіб інших рас |

До двох чи більше рас належало 1,4 %. Частка іспаномовних становила 61,6 % від усіх жителів.
За віковим діапазоном населення розподілялося таким чином: 30,9 % — особи молодші 18 років, 53,3 % — особи у віці 18—64 років, 15,8 % — особи у віці 65 років та старші. Медіана віку мешканця становила 35,9 року. На 100 осіб жіночої статі у місті припадало 96,0 чоловіків;  на 100 жінок у віці від 18 років та старших — 90,7 чоловіків також старших 18 років.
Середній дохід на одне домашнє господарство  становив 48 871 долар США (медіана — 35 885), а середній дохід на одну сім'ю — 55 317 доларів (медіана — 40 455). Медіана доходів становила 32 444 долари для чоловіків та 25 769 доларів для жінок. За межею бідності перебувало 27,2 % осіб, у тому числі 45,6 % дітей у віці до 18 років та 8,4 % осіб у віці 65 років та старших.
Цивільне працевлаштоване населення становило 1180 осіб. Основні галузі зайнятості: освіта, охорона здоров'я та соціальна допомога — 22,7 %, сільське господарство, лісництво, риболовля — 21,6 %, будівництво — 9,7 %, транспорт — 9,3 %.